# Landschaftsschutzgebiet Thronsbach
Das Landschaftsschutzgebiet Thronsbach mit etwa 10 ha Flächengröße liegt östlich von Lemgo. Es wurde 2009 mit dem Landschaftsplan Lemgo durch den Kreistag des Kreises Lippe als Landschaftsschutzgebiet (LSG) ausgewiesen. Im Süden grenzt die Bahnstrecke Bielefeld–Hameln an. Hinter der Bahnstrecke liegt das Naturschutzgebiet Begatal.

## Beschreibung
Das LSG umfasst etwa 2 km von teilweise naturnahen Bachlauf des Thronsbaches. Die Bundesstraße 66 und die Vogelhorster Straße durchschneiden das LSG. Nördlich der Bundesstraße befinden sich vier Teiche, teilweise ungenutzt. Mehrere kleine naturnahe Quellbäche und Teile des Bornsiekbaches gehören zum Schutzgebiet. An den Bächen gibt es bachbegleitenden Erlen-Eschenwald.  Die Aue des Thronsbaches ist zum Teil mehrere Meter, teilweise kerbtalartig in die Umgebung eingetieft. An den brachgefallenen, von Grauweiden und Erlen gesäumten Teiche haben sich Röhrichte und Großseggenrieder entwickelt. Teilweise weisen die Teiche größere Wasserlinsendecken auf. Im Unterlauf ist der Bach stark mäandrierend und fließt durch einen bachbegleitenden Erlenwald. Nördlich der Vogelhorster Straße gehört ein Erlenwald mit einem namenlosen schmalen Bach zum Landschaftsschutzgebiet Thronsbach.

## Schutzzwecke für das LSG
Laut Landschaftsplan erfolgte die Ausweisung des LSG
- „zur Erhaltung und Wiederherstellung der Leistungsfähigkeit des Naturhaushaltes in ökologisch besonders wertvoll strukturierten Bereichen mit Wasser-, Klima- und Biotopschutzfunktionen,“
- „zur Erhaltung und Wiederherstellung von Quellbereichen und naturnahen Fließgewässern, Wald- und Grünlandbereichen unterschiedlicher Feuchtestufen, Feldgehölzen, Hecken und Obstwiesen,“
- „zur Erhaltung morphologisch ausgeprägter Bereiche zur Sicherung der landschaftlichen Eigenart und Vielfalt für die Erholung,“
- „zur Erhaltung wertvoller Biotopkomplexe aus Wald-Grünlandbereichen, Fließgewässern und Quellen sowie Biotopen nach § 62 LG mit wichtigen Refugial-, Puffer-, Trittstein- und Vernetzungsfunktionen,“
- „zur Erhaltung und Wiederherstellung wichtiger Rückzugsräume für die bedrohte Tier- und Pflanzenwelt,“
- „zur Sicherung der das Orts- und Landschaftsbild gliedernden und belebenden und die dörflichen Siedlungsstrukturen prägenden Freiraumelemente.“[1]

## Rechtliche Vorschriften
Im Landschaftsschutzgebiet ist unter anderem das Errichten von Bauten und Fischteichen verboten. Grün- und Brachland darf nicht in eine andere Nutzungsart umgewandelt oder umgebrochen werden.